# Camillo Achilli
Camillo Achilli (Milão, 21 de agosto de 1921 - Milão, 14 de junho de 1998) foi um futebolista e treinador italiano. Jogou praticamente toda sua carreira como jogador na Internazionale da Itália.